# Бургундське королівство
Бургундське королівство (фр. Royaume de Bourgogne) — загальна назва декількох різних держав, що розташовувались в Середньовіччі в регіоні долини річки Луара. Територія історичної Бургундії складається з прикордонних територій Франції, Швейцарії та Італії і включає великі сучасні міста Женеву та Ліон.

Як політичне утворення, Бургундія існувала у багатьох формах з різними кордонами, зокрема, в різні часи вона була поділена на Верхнє та Нижнє Бургундське королівства та Прованс. Два державних утворення, що існували в VI та XI століттях, називалися Бургундським королівством (мають історіографічні назви Перше Бургундське королівство та Друге Бургундське королівство (Арелатське)). В інші часи на історичній території Бургундського королівства також існували Прованське королівство, Бургундське герцогство і Бургундське графство.

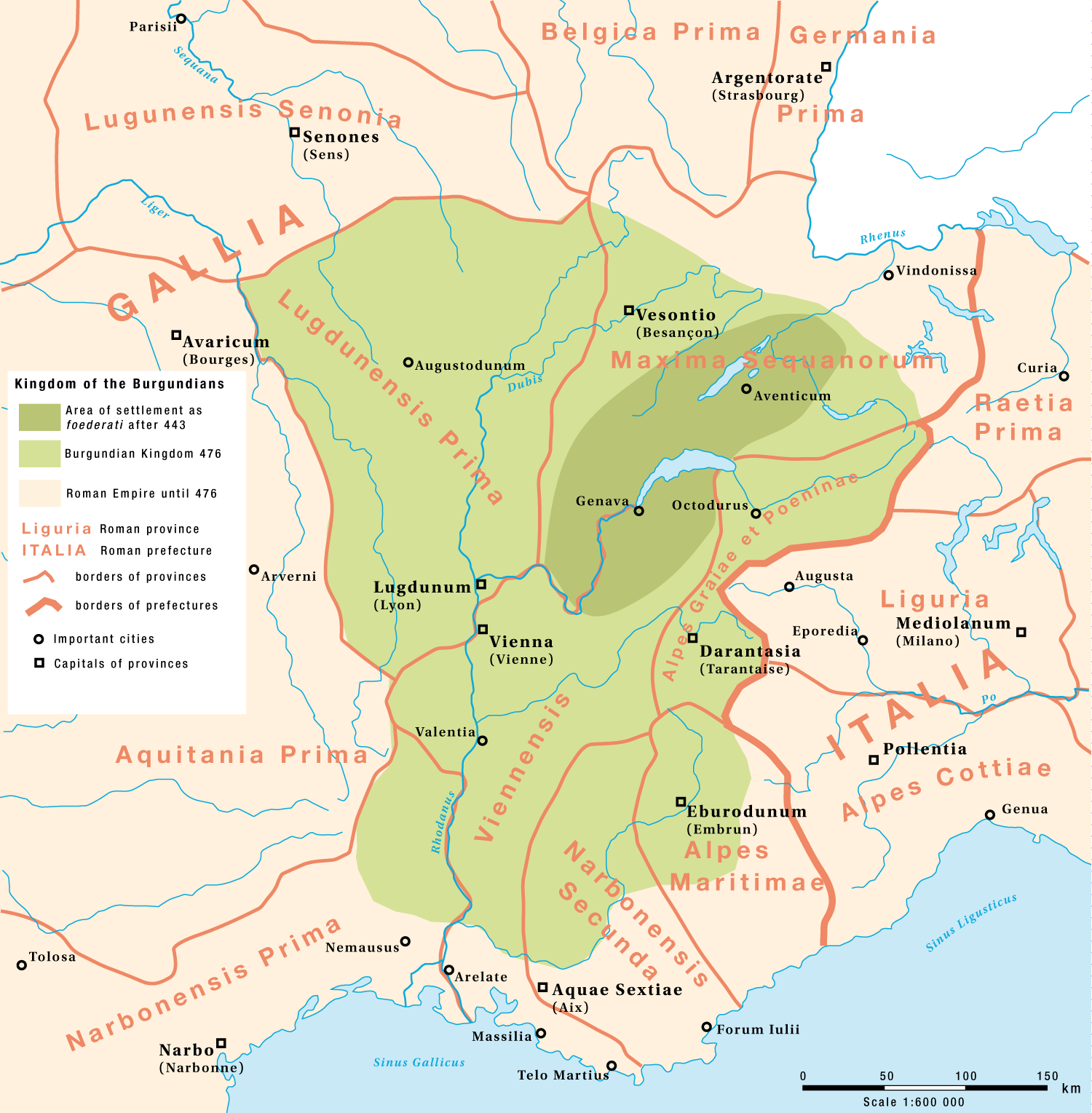
Королівство бургундів у Савої в 443 році.

## Королівство бургундів (411—534 роки н.е.)
Бургундія отримала свою назву від германського племені бургундів, що походило з Скандинавії, звідки переселилося на острів Борнгольм в Балтійському морі, назва якого давньоскандинавською була Burgundarholmr («Острів бургундів»). Звідти вони мігрували на південь через німецькі землі до Римської Галлії та оселилися в західній частині Альп та долині Рони, заснувавше варварське королівство бургундів.
Першим задокументованим, хоча історично не підтвердженим королем бургундів був Г'юкі (Ґібіка), який жив наприкінці III століття. Після переправи через Рейн у 406 році бургунди оселилися як федерати в римській провінції Нижня Германія вздовж Середнього Рейну. Їх ситуація погіршилася, коли приблизно в 430 році бургунди на чолі з королем Ґундагаром розпочавли серію нападів на сусідню Галлію Белгіку. В 436 році об'єднані римські та гунські війська під керівництвом Флавія Аеція в поблизу Вормса нанесли бургундам нищівної поразки (ці події складають центральний сюжет середньовічної поеми про Нібелунгів).
Після поразки залишки бургундів з 443 року знову як федерати оселилися в регіоні Сапаудія (майбутня Савоя) в римській провінції Максима Секванорум. Їхні зусилля розширити своє королівство вниз по річці Рона привели їх до конфлікту з Вестготським королівством на півдні. Після падіння Західної Римської імперії в 476 році король бургундів Гундобад вступив у союз з могутнім королем франків Хлодвігом I проти загрози від італійського Остготського королівства Теодоріха Великого. Він управляв бургундськими землями на основі Бургундської правди, ранньогерманського законодавчого кодексу.
Занепад королівства почався, коли на них напали колишні союзники франки. У 523 році сини Хлодвіга I провели військову кампанію в бургундських землях, підбурювані їх матір'ю Клотільдою, що була дочкою короля Хільперіка II, вбитого Гундобадом. У 532 році бургунди були рішуче розгромлені франками в Отуні, після чого король Годомар був убитий, а бургундські землі в 534 році були анексовані Франкською імперією.

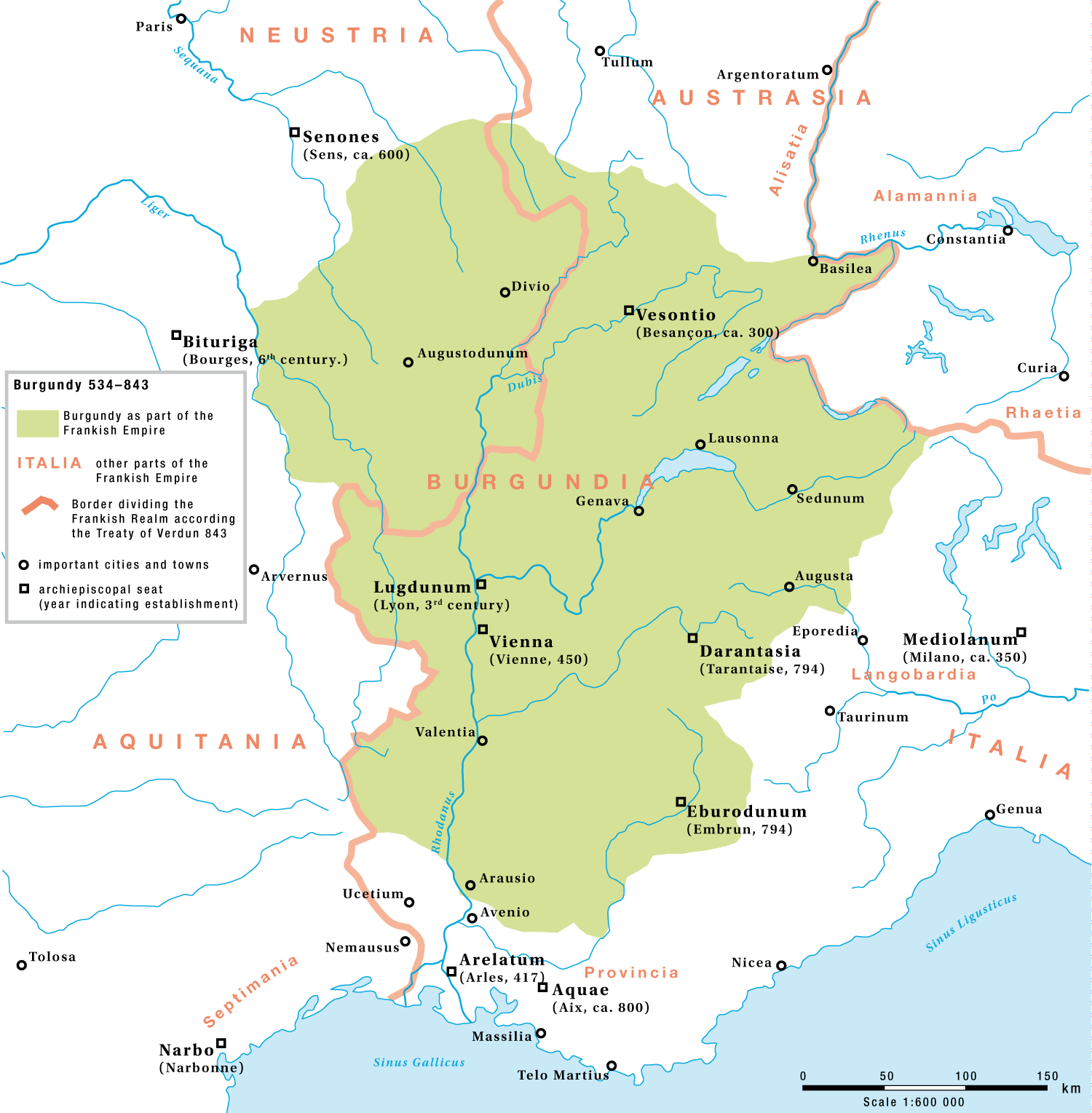
Бургундія як частина Франкського королівства з 534 по 843 роки.

## Франкське Бургундське королівство (534—843)
Після захоплення Королівства бургундів, на його території існувало франкське Бургундське королівство. В періоди 561-592 та 639-737 років кілька правителів франкської династії Меровінгів використовували титул «король Бургундії».

## Прованське королівство (855—863)
Імперія Карла Великого у 843 році була розділена Верденським договором між його онуками на три частини, що призвело до розділу земель Бургундського королівства між Західним і Середнім Франкськими королівствами. В Західне Франкське королівство відійшла менша північно-західна частина Бургундського королівства, на землях якої надалі було утворене французьке Бургундське герцогство. Більша частина Бургундії з містами Вєнн і разом з Провансом стала складовою недовговічного Середнього Франкського королівства, яке включало землі від Північного моря до південної Італії, якими правив імператор Лотар I. Незадовго до своєї смерті в 855 році Лотар I в свою чергу розділив Середнє Франкське королівство між синами на три частини — Лотаринзьке, Провансальське та Італійське королівства. Провансальське королівство, що відійшло молодшому синові Карлу складалась з Провансу і Нижньо Бургундії, тоді як Верхня Бургундія увійшла в склад Лотаринзького королівства. Цей розділ призвів до низки конфліктів, оскільки старші каролінги, які правили Західною Франкією та Східною Франкією, вважали законними спадкоємцями Середньої Франкії себе.

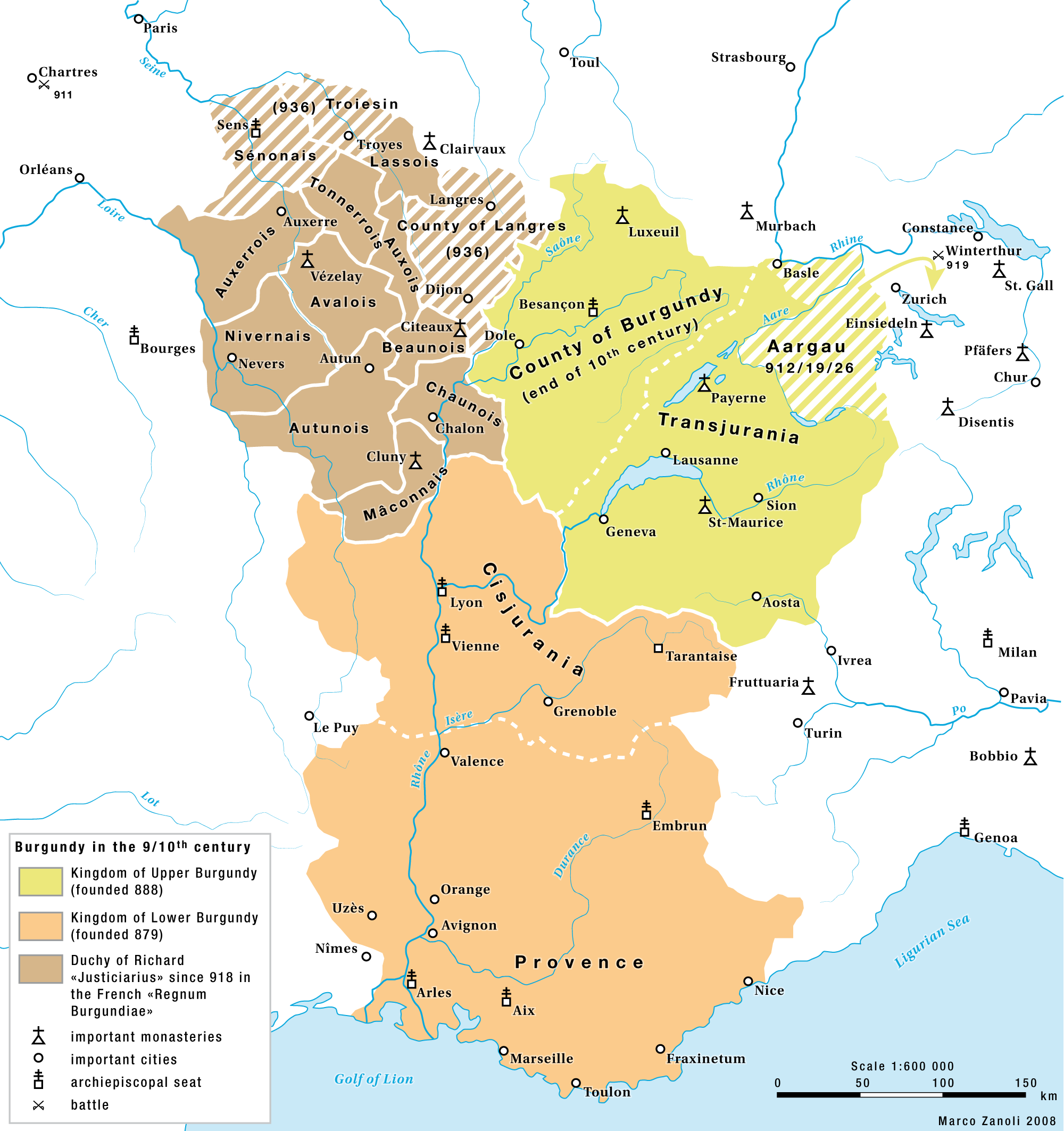
Королівства Верхньої та Нижньої Бургундії з 879 по 933 роки.

Оскільки Карл Провансальський був занадто молодий, щоб правити, фактичну владу отримав регент, граф Жерар II В'єннський, дружиною якого була зовиця імператора Лотара I. Жерар був сильним регентом і захищав королівство від вікінгів, які здійснили рейд аж до В'єнна. У 861 році дядько Карла, король Західної Франуії Карл Лисий здійснив власну спробу вторгнення в Провансальське королівство після отримання заклику від графа Арля. Він захопив території на півночі королівства аж до Макона, але після цього був стриманий архієпископом Реймським Гінкмаром.

## Верхня та Нижня Бургундія (879—933)
У 858 році граф Жерар домовився, що, якщо Карл Провансальський помре без спадкоємців, Провансальське королівство перейде до його брата Лотара II, який правив у Лотарингії. Проте коли Карл помер у 863 році, на Провансальське королівство висунув свої права їх старший брат король Італії Людовик II. Після протистояння, до Лотаринзького королівства Лотара II відійшло бургундські єпископства Ліона, В'єнна та Гренобля, яким керував Жерар, а Прованс з Арлєм, Екс-ан-Провансом та Амбреном перейшов під владу короля Італії Людовика
Після смерті бездітного Лотара II його королівство за Мерсенським договором 870 року було розділене між королем Східної Франкії Людовиком Німецьком, що отримав більшу східну частину Лотарингії і королем Західної Франкії Карлом Лисим, що отримав західну меншу частину Лотарингії і бургундські єпископства Ліон, В'єнн та Гренобль.
Після повалення Карла Лисого в 877 році, а через два роки смерті його недієздатного сина Людовіка Заїки, франкський дворянин Бозон в 879 році проголосив себе у В'єнні «королем Бургундії і Провансу» і заснував своє королівство Нижня Бургундія та Прованс.
Верхня Бургундія залишалася під впливом східно-франкського короля Карла Товстого. Вона був зосереджена у теперішній західній Швейцарії та включала деякі сусідні території, що нині є частинами Франції та Італії, та землі, які згодом стали називатись Франш-Конте. З 887 року ці північні території утворили королівство Верхня Бургундія, проголошене Вельфом Рудольфом І Бургундським у Сен-Морісі, Швейцарія.

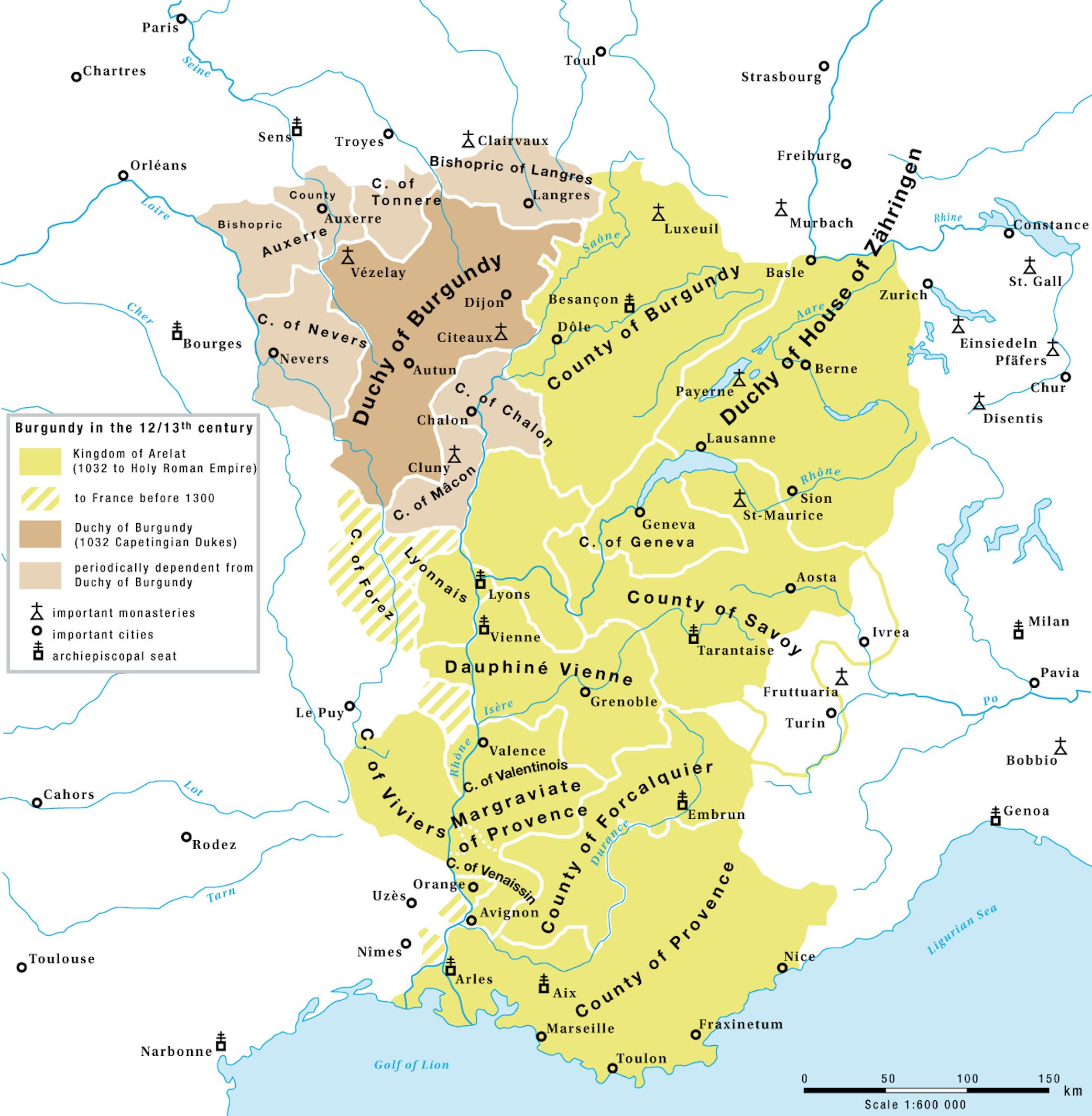
Королівство Арелат (1033—1378)

## Арелатське королівство (933—1378)
Правитель Верхньої Бургундії Рудольф II отримав Нижню Бургундію від Гуго Арльського в 933 році і створив королівство, яке було відоме як Арелатське королівство (від назви його столиці — Арля або Арелату). Королівство існувало самостійно до 1033 року, коли воно було поглинуто Священною Римською імперією за Конрада II. Воно стало одним з трьох королівств середньовічної імперії, поряд з Німецьким королівством та Італійським королівством.
В складі імперії Арелатське королівство поступово роздробилося, оскільки його території або ділились між спадкоємцями, або втрачались через дипломатію та династичні шлюби.
До 1378 року, коли Арелатське королівство припинило своє існування, великі частини його вже були приєднані до Савойського графства в складі Священної Римської імперії. У 1349 році бездітний Юмбер II продав Дофіне королю Франції Філіпу VI згідн. Головною умовою продажу було те, що спадкоємець престолу Франції буде носити титул дофін, що і дотримувалось з того часу аж до Французької революції. Першим дофіном Франції став онук Філіпа, майбутній король Карл VI, що отримав титул «дофін» при народжені.

## «Третє Бургундське королівство»

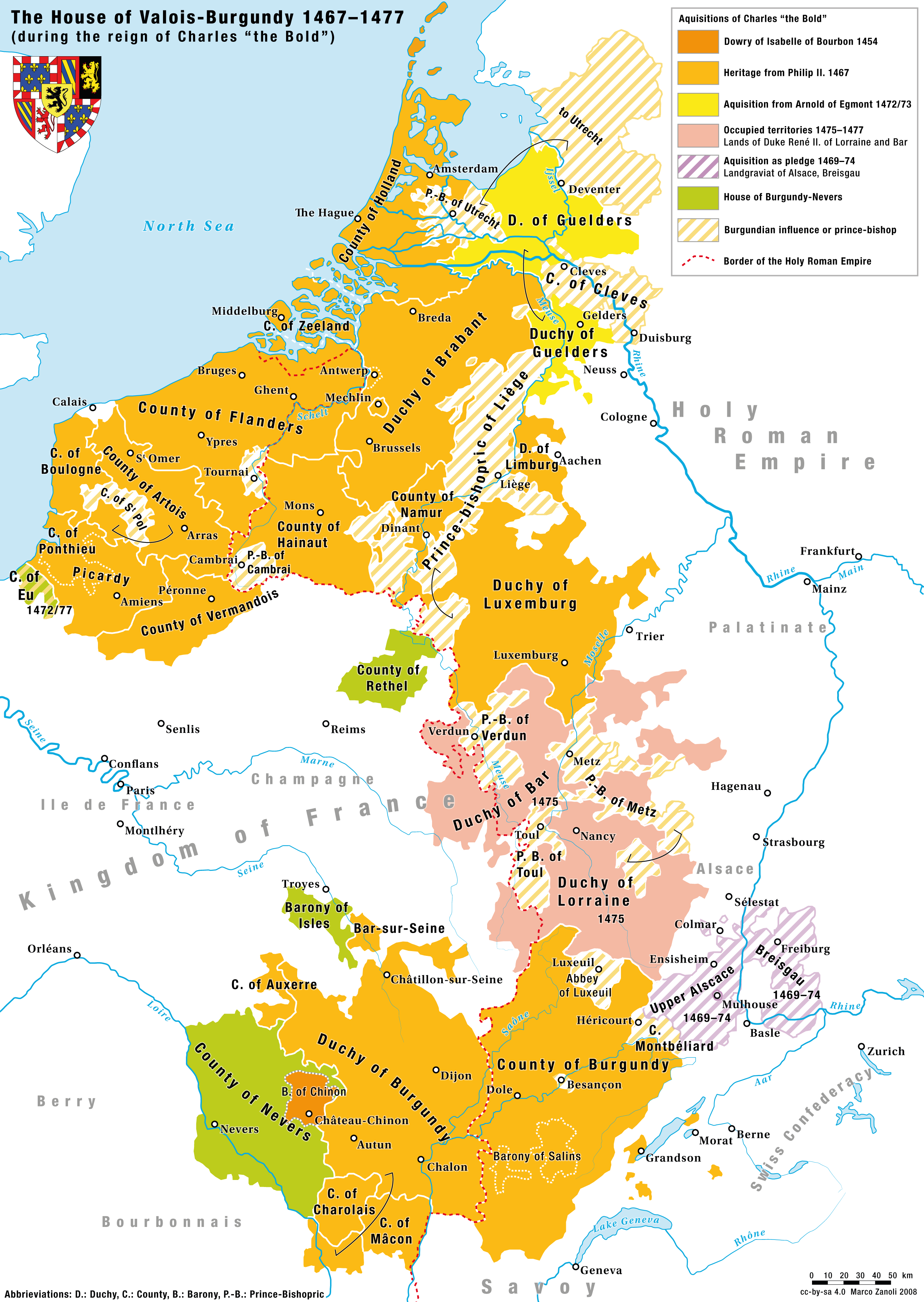
Володіння динстії Бургундських Валуа під час правління Карла Сміливого в другій половині XV століття.

Наприкінці XV століття герцог Карл Сміливий задумав проект об'єднання своїх територій у «Третє Бургундське королівство» із собою як повністю незалежним монархом. Карл навіть переконав імператора Фрідріха III коронувати його королем у Трірі. Запланована церемонія не відбулася, оскільки імператор втік вночі у вересні 1473 року, невдоволений ставленням герцога до себе. Зрештою герцогство припинило існувати як незалежна держава після поразки та смерті Карла в битві під Нансі.